# Diplurodes illepidaria
Diplurodes illepidaria là một loài bướm đêm trong họ Geometridae.